# Lohmar
Lohmar (pronunciación en alemán: /ˈloːmaʁ/ⓘ) es una ciudad situada en el distrito de Rin-Sieg, en el estado federado de Renania del Norte-Westfalia (Alemania). Tiene una población estimada, a mediados de 2022, de 30 817 habitantes.
Está ubicada al sur del estado, en la región de Colonia, cerca de la orilla del río Sieg —un afluente derecho del Rin—y de la ciudad de Bonn, y al norte del estado de Renania-Palatinado.